# Moderata Fonte
Moderata Fonte, seudónimo de Modesta Pozzo (Venecia, 15 de junio de 1555 - Venecia, 1592) fue una escritora, poeta, filósofa y teóloga veneciana. Su obra más conocida es el diálogo Il merito delle donne (1600). También escribió poesía religiosa y romántica. Algunos detalles sobre su vida se han conocido gracias a la biografía escrita por su tío Giovanni Niccolò Doglioni (1548-1629), incluido en los diálogos.

## Biografía
Nació el año 1555 en la República de Venecia. Modesta Pozzo fue la segunda hija de Cicilia y Hieronimo de Pozzo, que murieron a causa de la peste cuando ella sólo tenía un año. Junto a su hermano Leonardo, tuvo que irse a vivir con su abuela materna y su segundo marido Prospero Saraceni. Siendo aún muy pequeña fue a estudiar al convento de Santa María, donde pasó varios años y, gracias a su extraordinaria memoria, se la presentaba a menudo como una niña prodigio. Allí aprendió a cantar, a leer la lengua vernácula y a coser. A los 9 años volvió a casa de su abuela, el señor Saraceni le permitió leer los libros de su biblioteca, y comenzó ella sola a estudiar latín. El marido de su abuela también la animó a que escribiese desde muy joven.
Como cualquier mujer veneciana de la época, Fonte aprendió a diseñar, pintar y tocar el laúd y el clavicémbalo; al tener prohibido asistir a la escuela de gramática, aprendió sobre la materia preguntándole a su hermano cada día lo que había aprendido. 
Posteriormente Fonte se fue a vivir con la hija del Messer Saraceni y su marido, quien publicaría la biografía de la autora en 1593, en siete páginas, y con el título "Vita della Signora Modesta Pozzo de'Zorzi nominata Moderata Fonte". Doglioni la ayudó en sus estudios y escritos y finançió su primer libro "Floridoro". En esta época comenzaría a usar el nombre de Moderata Fonte. Cuando tenía 27 años, Doglioni le eligió como marido a un abogado llamado Filippo de Zorzi. La pareja se casó el 15 de febrero de 1583. Durante el matrimonio ella siguió escribiendo, algo extraño en la época, ya que las mujeres no acostumbraban a escribir una vez casadas. Después de diez años de matrimonio y tres hijos, Modesta murió en Venecia durante el parto de su cuarta hija el 2 de noviembre de 1592, a la edad de 37 años.
Doglioni la describe en su biografía como una mujer extremadamente inteligente. Como madre, permitió que sus hijas estudiasen latín, cantasen y tocasen instrumentos. Acabó su última obra "Il mérito delle donne" el mismo día de su muerte, de manera que se tuvo que publicar póstumamente en el año 1600.

## Obras
- Fonte, Moderata, 1555-1592, Tredici Canti del Floridoro ... (Venezia: Stamp. de' Rampazetti, 1581)
- Le feste: rappresentatione avanti il serenissimo prencipe di Venetia Nicolo da Ponte il giorno di S. Stefano 1581 (Venezia: Domenico e Gio. Battista Guerra, fratelli, 1582)
- Canzon nella morte del ser.mo princ. di Venetia Nicolò da Ponte (Venezia: Sigismondo Bordogna, 1585)
- La passione di Christo: descritta in ottava rima (Venezia: Domenico e Gio. Battista Guerra, fratelli, 1582)
- La resurrettione di Giesù Christo nostro Signore, che segue alla Santissima Passione, descritta in ottava rima da Moderata Fonte (Venezia: Gio. Domenico Imberti, 1592)
- Il merito delle donne: oue chiaramente si scuopre quanto siano elle degne e più perfette de gli huomini (Venezia: Gio. Domenico Imberti, 1600)[2]

## Il merito delle donne
Publicado en 1600, es una contestación directa al libro de Giuseppe Passi "Defectos mujeriles", que había sido publicado en Venecia un año antes y que era violentamente misógino. Es el primer documento que hace apología de la mujer, escrito por una mujer.
Las protagonistas son un grupo de mujeres solas que se reúnen durante dos días. El texto se configura como la transcripción de un diálogo entre mujeres, apartadas del mundo en un hermoso jardín veneciano, que critican las costumbres de los hombres y reivindican su libertad. Son mujeres de diferentes condiciones y estados: la joven esposa, la viuda, la casada durante mucho tiempo, la soltera, etc.  
Reflexionan sobre el matrimonio desde el punto de vista femenino, un tema hasta entonces exclusivamente masculino. Corinna, una de las protagonistas, dice que quiere permanecer soltera para mantener su libertad y dedicarse al estudio. Después de enumerar los principales defectos de los hombres, las contertulias destacan la importancia de la enseñanza mutua entre las mujeres en los diversos campos del conocimiento, incluyendo las ciencias naturales. Para Lucrezia es crucial que las mujeres estudien medicina para emanciparse de la dominación masculina.

## Giustizia delle donne
Giustizia delle donne se publicó póstumamente junto con Il merito delle donne, su obra más célebre. Ambas obras están influenciadas por el Decamerón de Bocaccio: se trata de historias enmarcadas en las que se desarrollan los diálogos y exempla.

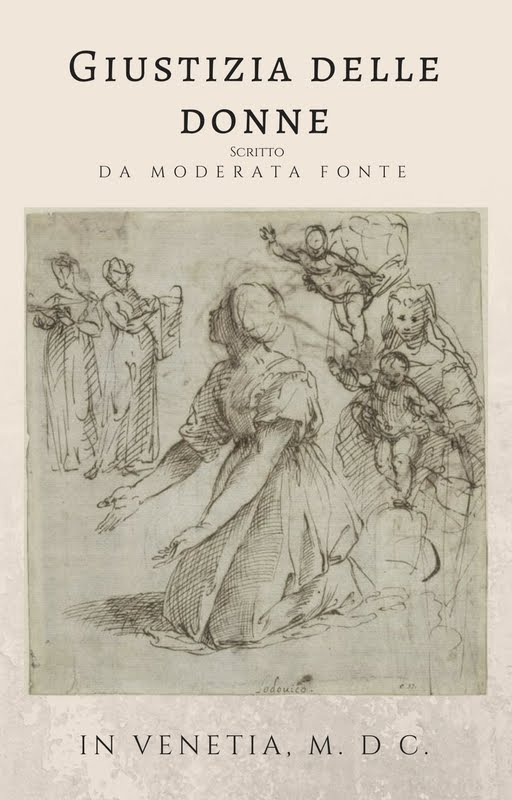
Portada Giustizia delle donne, de Moderata Fonte

Un grupo de mujeres está manteniendo una conversación en un jardín veneciano cuando Pasquale interrumpe el ambiente distendido al contar la discusión que acaba de tener con su marido. A partir de ese momento la conversación gira en torno a la relación de las mujeres con los hombres (tanto maridos como hijos, hermanos, padres, amigos…) y en cómo podrían conseguir una situación más igualitaria. Para ello imaginan una sociedad en la que cada mes los hombres sufren un castigo relacionado con las injusticias que ellas padecen a diario con el objetivo de hacerles recapacitar y generar empatía. Algunos de estos castigos son la abnegación hacia la mujer y por sus hijos que excluye toda actividad fuera del hogar, la castidad, la sumisión a cualquier figura femenina, la humillación pública, el silencio… El capítulo que más ha trascendido a día de hoy es el capítulo del silencio. En él podemos ver cómo las mujeres se convierten en la autoridad: son ellas las dueñas del conocimiento y son ellas las que ordenan el mundo, sin dar cabida a la opinión de los hombres, que han de permanecer callados mientras ellas reorganizan el sistema de manera equitativa. En este capítulo encontramos un paralelismo con su obra posterior, Il merito delle donne: la ausencia de los hombres asegura la libertad de las mujeres. Un mensaje completamente audaz, solo suavizado por el tono ameno que guía toda la obra.
Formalmente se configura en un diálogo ágil al modo platónico donde destacan el humor irónico y el retrato costumbrista de la sociedad del Renacimiento. Los recursos literarios más relevantes son la ironía, las paradojas y las apelaciones al lector. En Giustizia delle donne encontramos un pensamiento feminista avant-la-lettre, más innovador que Il merito delle donne: en este caso la defensa de la mujer se realiza a través del ataque a la figura masculina. El legado de Modertata Fonte ha sido esencialmente transmitido por mujeres: Eleonora Carinci, Adriana Chemello, Paola Malpezzi, Virginia Cox… Un grupo de teóricas feministas de la Escuela Angloamericana, conocedoras todas ellas del tratado que nos ocupa, formularon conceptos teóricos que son de uso común en la actualidad (mansplaining, manpunishment). El manpunishment que consiste en hacer ver al hombre las injusticias que padecen las mujeres a través de la piedad o la empatía. Se trata de fomentar el diálogo con el hombre y hacerlo partícipe de la lucha feminista -en este caso el “castigo” es figurado aunque se basa en las consignas que Moderata Fonte instauró siglos atrás, evidenciando su modernidad.